# Ordine della Stella di Bucero di Sarawak
L'Ordine della Stella di Bucero di Sarawak è un ordine cavalleresco di Sarawak.

## Storia
L'ordine è stato fondato nel 1970.

## Classi
L'Ordine dispone di sei classi di benemerenza:
| Classe                                                         | Post nominale | Titolo         | Creato | Modificato | Numero massimo di insigniti (allo stesso tempo) | Foto |
| -------------------------------------------------------------- | ------------- | -------------- | ------ | ---------- | ----------------------------------------------- | ---- |
| Datuk Patinggi Bintang Kenyalang (Cavaliere Gran Commendatore) | D.P.          | Datuk Patinggi | 1970   | 1988       | 20                                              | 1    |
| Datuk Amar Bintang Kenyalang (Cavaliere Commendatore)          | D.A.          | Datuk Amar     | 1973   | 1988       | 27                                              | 2    |
| Panglima Gemilang Bintang Kenyalang (Commendatore)             | P.G.B.K.      | Datuk          | 1973   | 1988       | 130                                             | 3    |
| Johan Bintang Kenyalang (Compagno)                             | J.B.K.        | -              | 1973   | 1988       | 150                                             | 4    |
| Pegawai Bintang Kenyalang (Ufficiale)                          | P.B.K.        | -              | 2002   | -          | -                                               | 5    |
| Ahli Bintang Kenyalang (Membro)                                | A.B.K.        | -              | 1988   | -          | -                                               | 6    |

| Nastri attuali |           |          |              |                        |                             |
| Membro         | Ufficiale | Compagno | Commendatore | Cavaliere Commendatore | Cavaliere Gran Commendatore |

| Nastri dal 1973 al 1988 |                             |
| Cavaliere Commendatore  | Cavaliere Gran Commendatore |

## Insegne
- Il nastro cambia a seconda della classe.

## Insigniti notabili
- 1980 - Mahathir Mohamad[1]